# Songs About Jane
Songs About Jane är ett musikalbum, och tillika debutalbum, av den amerikanska gruppen Maroon 5, från 2002.

## Låtförteckning
1. "Harder to Breathe" – 2:53
2. "This Love" – 3:26
3. "Shiver" – 2:59
4. "She Will Be Loved" – 4:17
5. "Tangled" – 3:18
6. "The Sun" – 4:11
7. "Must Get Out" – 3:59
8. "Sunday Morning" – 4:06
9. "Secret" – 4:55
10. "Through with You" – 3:01
11. "Not Coming Home" – 4:21
12. "Sweetest Goodbye" – 4:30